# Medicina genómica

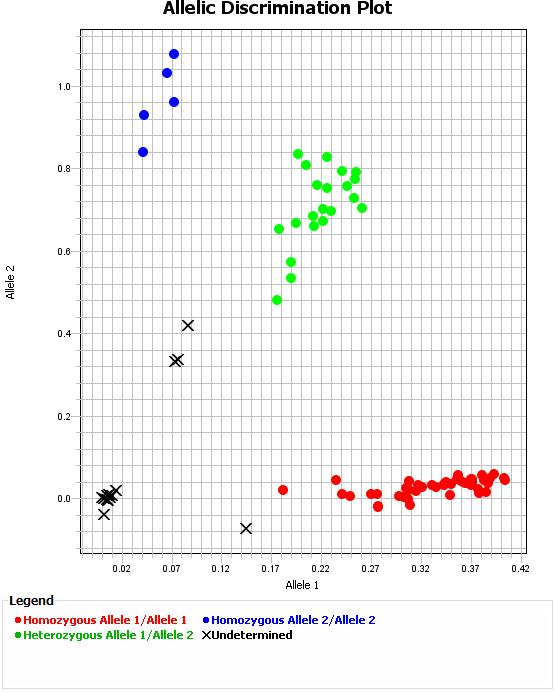
Gráfico de discriminación alélica. Agrupamiento de individuos de acuerdo a su genotipo, el rojo y el azul corresponde a los individuos homocigotos y el verde a los heterocigotos.

Disciplina médica que hace uso de la información contenida en el ácido desoxirribonucleico como parte de la atención clínica. También llamada medicina personalizada, de precisión, estratificada o P4, implica el uso de procedimientos médicos y herramientas bioinformáticas que permiten separar a los pacientes en grupos para prácticas, intervenciones o productos que se basan en su respuesta predictiva o riesgo de enfermedad.
Mientras que la adaptación del tratamiento a los pacientes se remonta a la época de Hipócrates, el uso del término se ha incrementado en los últimos años, dado el crecimiento de nuevos métodos diagnósticos e informáticos que proporcionan comprensión de las bases moleculares de la enfermedad, en particular desde el enfoque de la genómica. Esto facilita una clara evidencia sobre la base de un grupo estratificado relacionado con pacientes.
Mientras que la medicina se enfoca principalmente en la prevención, la medicina genómica se basa en la predicción de enfermedades. Su principal objetivo es pronosticar la susceptibilidad a distintas patologías a partir del análisis del genoma humano como un sistema biológico completo.

## Desarrollo del concepto
En la medicina personalizada, la prueba de diagnóstico es empleada a menudo para la selección de terapias apropiadas y óptimas, dependiendo del contexto del contenido genético del paciente u otros análisis moleculares o celulares. El uso de la información genética ha jugado un importante papel en aspectos de la medicina personalizada, un ejemplo es la farmacogenómica, este término fue utilizado por primera vez en el contexto de la genética y abarca las medidas de personalización de fármacos.

## Genómica y su aplicación en medicina
La complejidad del estudio del origen, desarrollo y progresión de las enfermedades en el genoma humano es considerable. Lo que ha permitido la aparición de nuevas disciplinas científicas, como la genómica. Se distingue por su capacidad para mapear, secuenciar y analizar las funciones de diversas regiones que componen el genoma bajo condiciones específicas, así como los mecanismos que regulan su actividad. Además, considera factores inevitables como el ambiente y el estado de salud del individuo. 
Previo al desarrollo de la genómica, la investigación genética se centraba en observar de manera individual a los genes. Este enfoque analizaba la ubicación cromosómica del gen, su función y su relación con enfermedades específicas. En contraste, la genómica permite un análisis completo del genoma, observando los cambios que ocurren en distintos niveles moleculares. De manera general, esta ciencia busca explicar el origen de las características observables de un organismo (fenotipo) a partir de las variaciones existentes, como en el ARN mensajero, las proteínas y los metabolitos. Estos avances han permitido que esta disciplina se integre a las ciencias biomédicas y contribuya al desarrollo de diagnósticos médicos más precisos.

## Antecedentes básicos
Si bien, compartimos más del 99% de similitud del genoma entre humanos, cada persona tiene una variación única. A pesar de que la mayoría de las variaciones entre dos individuos no tiene ningún efecto sobre el fenotipo por sí solas, la salud de un individuo se deriva de la variación genética en interacción con los estímulos del medio ambiente. Determinar la secuencia de ADN de una parte del genoma de una persona y analizar su significado biológico permite diagnosticar las enfermedades genéticas o inferir susceptibilidad a enfermedades multifactoriales.
Una manera de manifestación de la variación biológica es la capacidad de respuesta de las drogas: por ejemplo, la medicina para el TDAH solo funciona para uno de cada diez niños en edad preescolar, los fármacos contra el cáncer son efectivos para un 25 % de los pacientes, y los medicamentos para la depresión actúan en 6 de 10 pacientes.[cita requerida]
Los avances modernos en la medicina personalizada confirma los fundamentos biológicos, ADN, ARN, o proteína, de los pacientes, lo que conduce finalmente a la confirmación de la enfermedad. Gracias al desarrollo que se ha producido en las técnicas de secuenciación de ADN durante los últimos años, la obtención de secuencias de ADN ha dejado de ser una técnica destinada exclusivamente a la investigación científica y se ha comenzado a aplicar para revelar mutaciones en el ADN que influyen en enfermedades, desde fibrosis quística hasta cáncer. Esta técnica de secuenciación de ADN, hace años era una técnica no muy utilizada, por cuestiones de tiempo y economía. Pero, en 2005, se realizó el primer estudio de asociación del genoma completo dónde se estudió a pacientes con degeneración macular asociada a la edad (en inglés, age-related macular degeneration o ARMD). Posteriormente, en 2008, con el Proyecto de los 1000 genomas se identificaron mutaciones genéticas que influían en la resistencia o susceptibilidad a distintas enfermedades, convirtiéndose en biomarcadores de predicción y diagnóstico. Lo anterior se debió a las tecnologías de secuenciación masiva, las cuáles se caracterizan por detectar simultáneamente miles de mutaciones que, en ocasiones, se asocian a la evolución de una misma enfermedad.
Se han encontraron dos mutaciones diferentes, cada una contenía una variación en solo un nucleótido llamado polimorfismo de nucleótido único (en inglés, single nucleotide polymorphisms, o SNPs), las cuales eran asociadas a la degeneración macular relacionada con la edad. Otro estudio es el GWAS que también ha tenido mucho éxito en la identificación de variaciones genéticas comunes asociadas con enfermedades. A principios del 2014, más de 1300 estudios GWAS se han completado.
Otro método, llamado ARN-ss, muestra qué las moléculas de ARN están involucradas con enfermedades específicas. A diferencia del ADN, los niveles de ARN pueden cambiar en respuesta del medio ambiente, por lo tanto, proporciona una comprensión amplia del estado de salud de una persona. Estudios recientes relacionan las diferencias genéticas entre individuos a niveles de expresión del ARN, la traducción, y los grados de proteína.
El concepto de la atención sanitaria personalizada está recibiendo cada vez más aceptaciones con la Administración de Veteranos.

### Evaluación del riesgo de la enfermedad
Múltiples genes influyen colectivamente en la probabilidad de desarrollar enfermedades comunes y complejas. La medicina personalizada puede ser utilizada para predecir el riesgo de una persona para una enfermedad en particular, sobre la base de uno o más genes. Este enfoque utiliza la misma tecnología de secuenciación para centrarse en la evolución del riesgo de enfermedad, lo que permite al médico iniciar el tratamiento preventivo antes de que la enfermedad se presente en el paciente. Por ejemplo, si se encuentra en individuo que una mutación de ADN aumenta el riesgo de desarrollar Diabetes Tipo 2, con esto una persona puede mejorar su estilo de vida para disminuir las probabilidades de desarrollar la Diabetes Tipo 2 en un futuro.

## Aplicaciones
Los avances en la medicina personalizada crean un enfoque de tratamiento específica para el individuo y su genoma. La medicina personalizada proporciona mejores diagnósticos con una intervención más temprana, el desarrollo de fármacos y terapias más eficaces reduciendo el impacto para retrasar las apariciones de ciertas enfermedades.

### Diagnóstico e intervención
La genotipificación es el proceso de obtención de la secuencia de ADN de un individuo mediante el uso de ensayos biológicos. Al comparar un genoma de referencia llamado Proyecto del Genoma Humano, puede señalar posibles enfermedades. Una serie de empresas privadas, como 23andMe, Navigenics, e Illumina, crearon el genoma del consumidor accesible al público. El uso de test genéticos con carácter preventivo cada vez es más extenso por la existencia de empresas como 23andMe, ADNTRO, 24Genetics y MyHeritage, las cuales venden test geneticós DTC. Tener esta información de las personas es elemental para tratamientos efectivos. La composición genética de un individuo también juega un papel importante en qué tan bien responden a un determinado tratamiento, y por lo tanto, conocer su contenido genético puede cambiar el tipo de tratamiento que reciben.
Un aspecto de esto es la farmacogenómica, que utiliza el genoma de un individuo para proporcionar una prescripción de fármacos más informada y personalizada. La descripción detallada de la información genética del individuo ayudará a prevenir eventos adversos, permitir dosis apropiadas, y crear la máxima eficacia con la prescripción de medicamentos. El proceso de farmacogenómica para el descubrimiento de variantes genéticas que predicen eventos adversos a un medicamento específico, se ha denominado toxgnostics.
Actualmente muchas mujeres son genotipadas para ciertas mutaciones en el gen BRCA1 y BRCA2, para determinar su predisposición de cáncer de mama o cáncer de ovario. Las medidas que se pueden tomar son para prevenir que una enfermedad se desarrolle y que se reduzca las mutaciones dentro de un genoma, teniendo los detalles de su ADN se puede tener el contenido genético de una persona que permitirá decisiones guiadas mejoradas en la determinación de la fuente de la enfermedad y por lo tanto su tratamiento o la prevención de su progresión. Esto será muy útil para enfermedades como el Alzheimer o el cáncer que se cree que estar relacionado con ciertas mutaciones en nuestro ADN.
Una herramienta que se utiliza ahora para probar la eficacia y la seguridad de un medicamento específico en un subgrupo es la diagnosis de compañía. Esta tecnología es un ensayo que se desarrolla durante o después de que un medicamento esté disponible en el mercado y es útil para la mejora del tratamiento terapéutico disponible basado en el individuo. Estas diagnosis de compañía han incorporado la información farmacogenómica relacionada con la droga en su etiqueta del medicamento en un esfuerzo para ayudar a tomar la decisión de cuál es el tratamiento óptimo para el paciente.

### El desarrollo de fármacos y su uso
Tener información sobre el genoma de un individuo es significativo en el proceso de desarrollo de fármacos. Ser capaz de identificar a los pacientes beneficia al ensayo clínico, que aumenta la seguridad a partir de los resultados adversos. Además, los medicamentos que se consideran ineficaces para la población en su totalidad, pueden ser aprobados por la FDA mediante el uso de los genomas personales para calificar la eficacia y la necesidad del medicamento específico o terapia, aunque solo puede ser necesaria por un pequeño porcentaje de la población.
Hoy en día en la medicina, es común que los médicos a menudo utilizan ensayo y error como estrategia hasta que se encuentra la terapia de tratamiento que es más efectiva para el paciente. Con la medicina personalizada, estos tratamientos pueden adaptarse más específicamente a un individuo y dar una idea de cómo su cuerpo va a responder a la droga y si ese medicamento trabajará sobre la base de su genoma. El genotipo personal puede permitir a los médicos tener información más detallada, la cual le guiará en su decisión en las prescripciones de tratamiento, que será más rentable y precisa. Como se cita del artículo de Farmacogenómica: La promesa de la medicina personalizada: “el tratamiento con el medicamento correcto, con la dosis correcta, en el paciente correcto” es una descripción de cómo la medicina personalizada afectará el futuro del tratamiento. Por ejemplo, tamoxifeno solía ser un medicamento comúnmente recetado a las mujeres con cáncer de mama ER+, pero el 65 % de las mujeres que lo tomaron inicialmente desarrollaron resistencia. Después de algunas investigaciones por personas como David Flockhart, se descubrió que las mujeres con cierta mutación en su gen CYP2D6, un gen que codifica la enzima metabolizante, no fueron capaces de romper de manera eficiente la tamoxifeno, haciéndolo un tratamiento ineficaz para su cáncer. Desde entonces, las mujeres están ahora genotipadas para aquellas mutaciones específicas, por lo que de inmediato pueden tener la terapia de tratamiento más eficaz.
La detección de estas mutaciones se lleva a cabo a través de cribado de alto rendimiento o el cribado fenotípico. Varias compañías farmacéuticas y de descubrimiento de fármacos están actualmente utilizando estas tecnologías, no solo para avanzar en el estudio de la medicina personalizada, sino también para amplificar la investigación genética; estas empresas incluyen Alacris Theranostics, Persomics, Novartis, y Foundation Medicine, entre otras.
La formulación magistral es otra aplicación de la medicina personalizada. Aunque no es necesariamente la utilización de la información genética, la producción personalizada de un medicamento cuya diversas propiedades (por ejemplo, nivel de dosis, la selección de ingredientes, la vía de administración, etc.) se seleccionan y diseñan para un paciente se acepta como un área de la medicina personalizada (en contraste a la producción masiva la dosis unitaria o combinaciones de dosis fijas).

### Tipificación molecular de enfermedades
Al identificar genes relevantes permite redefinir enfermedades al relacionar genotipo-fenotipo. Donde se establezcan categorías dados los modelos de genes individuales, convirtiéndolos en factores de predicción. Es decir, la forma en la que nuestros genes están activados dejan una marca única en cada individuo, que reflejan cómo dichos genes afectan la salud y la probabilidad de contraer una enfermedad hereditaria u otras, como el cáncer. 

### Comprensión de la Evolución
Al estudiar los genes desde el desarrollo embrionario permitiría comprender y establecer relaciones causales entre las diferencias de ADN como cambios o errores acumulados con el tiempo o si son adaptaciones que han permitido la supervivencia. Herramientas como los microarrays (MA) son útiles para comprender la organización genómica y la evolución. 

### La genómica del Cáncer
En las últimas décadas la investigación del cáncer ha descubierto mucho acerca de la variedad genética con un mismo tipo de patología, ha habido un aumento de la conciencia de la heterogeneidad del tumor, o la diversidad genética dentro de un solo tumor. Entre otras perspectivas, estos descubrimientos plantean la posibilidad de encontrar que los fármacos que no han dado buenos resultados todavía puedan tener éxito para determinados perfiles genéticos.
Genómica del cáncer, o “Oncogenómica,” es la aplicación de la genómica y la medicina personalizada a la investigación y tratamiento del cáncer. El método de secuenciación de alto rendimiento se utilizan para caracterizar genes asociados con el cáncer para comprender mejor la patología de la enfermedad y mejorar el desarrollo de fármacos. La oncogenómica es una de las ramas más prometedoras de la genómica, sobre todo debido a sus implicaciones en la terapia con medicamentos. Algunos ejemplos de esto incluyen:
- Trastuzumab (nombres comerciales Herclon, Herceptin) es un fármaco anticuerpo monoclonal que interfiere con el receptor HER2/neu. Su uso principal es para el tratamiento de cáncer de mama. Este medicamento solo se utiliza si el cáncer de un paciente es la prueba de la sobre-expresión del receptor HER2/neu. Dos pruebas de tipificación de tejidos se utilizan para evaluar a los pacientes para su posible beneficio del tratamiento con Herceptin y son inmunohistoquímica (IHC) y la Hibridación In Situ con Fluorescencia (FISH).[34][35]
- Tirosina Quinasa inhibidores como imatinib (comercializado como Gleevec) se han desarrollado para tratar la leucemia mieloide crónica, en la que está presente en 95 % de los casos el gen de la fusión BCR-ABL (el producto de una translocación recíproca entre los cromosomas 9 y el cromosoma 22), señalización de la proteína hiperactiva ABL - driven. Estos medicamentos inhiben específicamente la proteína tirosina quinasa Ableson (ABL) y por tanto son un buen ejemplo de "diseño racional de fármacos" basada en el conocimiento de la fisiopatología de la enfermedad.[36]

## Áreas de conocimiento complementarias
Las técnicas utilizadas para la secuenciación de ADN han experimentado un desarrollo durante las dos últimas décadas, al igual que con las herramientas informáticas que se emplean para el análisis e interpretación de dichas secuencias. Todo ello ha conducido a la implementación de un gran número de aplicaciones médicas del análisis de ADN. Entre estas aplicaciones, se incluye el diagnóstico molecular de las enfermedades genéticas, una herramienta de laboratorio que se está introduciendo rápidamente en la práctica de la medicina.

### Bioinformática
El uso de herramientas informáticas para la interpretación del genoma se conoce como Bioinformática y también como Biología Computacional o de sistemas. Los avances biotecnológicos han permitido obtener y analizar datos a gran escala a partir de una muestra, en los distintos niveles (ADN, RNA, proteínas, etc.). Pero, el tener muchos datos sobre el genoma, conlleva el reto de analizarlos simultáneamente y comprender su funcionamiento, que de manera tradicional, no puede ser hecho. 
Por ello, la bioinformática permite gestionar los datos mediante estadísticas para comprender los procesos biológicos y mejorar las aplicaciones médicas. Siendo un área de importancia para la generación de terapias génicas, modelación de redes celulares y su dinamismo. 
Otras áreas son la proteómica, metabolómica y las herramientas matemáticas o de cómputo. Lo que convierte a la medicina genómica en una construcción multidisciplinaria. 

## Desafíos
A medida que la medicina personalizada se práctica, los enfoques actuales de los derechos de propiedad intelectual, políticas de reembolso, privacidad y confidencialidad del paciente, así como la supervisión reguladora son redefinidos y reestructurados pues los cambios son muy grandes. Por otra parte, el análisis de los datos de diagnóstico adquirida, es un reciente reto de la medicina personalizada y su adopción. Por ejemplo, los datos genéticos obtenidos de la secuenciación de la próxima generación requiere un procesamiento intensivo de datos del ordenador antes de su análisis. En el futuro, se necesitarán herramientas adecuadas para acelerar la adopción de la medicina personalizada a otros campos de la medicina, lo que requiere la cooperación interdisciplinaria de expertos de ámbitos específicos de investigación, como la medicina, la oncología clínica, la biología, y la ingeniería de software.

### La supervisión reguladora
La FDA integra la medicina personalizada en sus políticas de regulación, desarrollaron un informe en octubre del 2013 llamada, “Sentar las bases de la medicina personalizada: papel de la FDA en una nueva era de la medicina Desarrollo de Productos”, en el que se describen los pasos para tomar para integrar la información genética y de biomarcadores para uso clínico y desarrollo de drogas. Se determinó que deben de determinar normas específicas reguladoras de la ciencia, métodos de investigación, material de referencia y otras herramientas con el fin de incorporar la medicina personalizada en sus prácticas reglamentarias actuales. Actualmente se está trabajando en una “biblioteca genómica de referencia” para las agencias reguladoras en su compra y en la validez de plataformas de secuenciación en un esfuerzo por mantener la fiabilidad.

### Derechos de propiedad intelectual
Ha habido mucha controversia con respecto a la protección de patentes para las herramientas de diagnóstico, genes, y biomarkers. En junio del 2013, el Tribunal Supremo de Estados Unidos, dictaminó que los genes naturales no pueden ser patentados, mientras que el “ADN sintético” creado artificialmente puede aun ser objeto de patente. La Oficina de Patentes está revisando una serie de cuestiones para la medicina personalizada, como las pruebas genéticas “confirmatorias” secundarias post diagnóstico inicial, las cuales pueden tener plena inmunidad de las leyes de patentes. Aquellos que se oponen a las patentes argumentan que las patentes sobre secuencias de ADN son un impedimento para la investigación en curso, mientras que los autores apuntan a la excepción de investigación y el estrés que las patentes son necesarias para atraer y proteger las inversiones financieras necesarias para la investigación comercial, el desarrollo y el avance de los servicios ofrecidos.

### Políticas de reembolso
Las políticas de reembolso se redefinen para adaptarse a los cambios que la medicina personalizada para aportar al sistema de salud. Algunos de los factores que se deben considerar son: el nivel de eficacia de las diversas pruebas genéticas en la población general, la rentabilidad en relación con los beneficios, sistemas de pago por condiciones extremadamente raras, y la manera de redefinir el concepto de “riesgo compartido” para incorporar el efecto del más reciente concepto de “factores de riesgo individuales."

### Privacidad y Confidencialidad del paciente
Tal vez el problema más crítico con la comercialización de la medicina personalizada es la protección de los pacientes. Uno de los problemas más grandes es el miedo y las posibles consecuencias para los pacientes que están predispuestos después de las pruebas genéticas o que demostraron que no responden a ciertos tratamientos incluyendo efectos psicológicos en los pacientes. Las implicaciones para ciertos grupos étnicos y la presencia de un alelo común también deben ser considerados. En 2008, la Ley de Discriminación por Información Genética fue aprobada en un esfuerzo por minimizar el temor de los pacientes que participan en la investigación genética, asegurando que su información genética no va a ser mal utilizada por los empleadores o aseguradores. El 19 de febrero del 2015 la FDA emitió un comunicado de prensa titulado: "La FDA permite la comercialización de la primera prueba de portador genética directa al consumidor para el síndrome de Bloom."

## Cuestiones Bioéticas
Las aplicaciones del Proyecto Genoma Humano puede ser aplicada de distintas formas, lo que trae consigo consecuencias debatibles a nivel social, legal y ético, que se relaciona a aspectos morales que trae consigo el desarrollo científico. La bioética se relaciona con las cuestiones éticas individuales que se dan dentro del ámbito de las ciencias de la vida y la salud, donde intervienen valores y principios morales de cada individuo.
Al conocer el genoma de un individuo se accede a la información personal del paciente, que puede violar la privacidad entre médico-paciente, y que permite reconocer si el individuo es susceptible a una enfermedad o la probabilidad de tenerla es mayor. Que de manera general, podría crear un sesgo y marginación del individuo. Además, introduce factores de riesgo, como la identificación de la frecuencia de presencia de genes específicos entre grupos geográficos, que podrían afectar a comunidades enteras. Además, tanto en la ciencia como la tecnología hay restricciones en el uso del conocimiento que son definidas por la bioética. 